# Шомон-Порсьен
Шомо́н-Порсье́н (фр. Chaumont-Porcien) — коммуна во Франции, находится в регионе Шампань — Арденны. Департамент — Арденны. Административный центр кантона Шомон-Порсьен. Округ коммуны — Ретель.
Код INSEE коммуны — 08113.
Коммуна расположена приблизительно в 165 км к северо-востоку от Парижа, в 80 км севернее Шалон-ан-Шампани, в 37 км к западу от Шарлевиль-Мезьера.

## Население
Население коммуны на 2008 год составляло 453 человека.
| 1962 | 1968 | 1975 | 1982 | 1990 | 1999 | 2008 |
| ---- | ---- | ---- | ---- | ---- | ---- | ---- |
| 577  | 625  | 569  | 478  | 479  | 473  | 453  |

## Экономика
В 2007 году среди 255 человек в трудоспособном возрасте (15—64 лет) 175 были экономически активными, 80 — неактивными (показатель активности — 68,6 %, в 1999 году было 62,4 %). Из 175 активных работали 155 человек (92 мужчины и 63 женщины), безработных было 20 (10 мужчин и 10 женщин). Среди 80 неактивных 21 человек были учениками или студентами, 23 — пенсионерами, 36 были неактивными по другим причинам.

## Фотогалерея

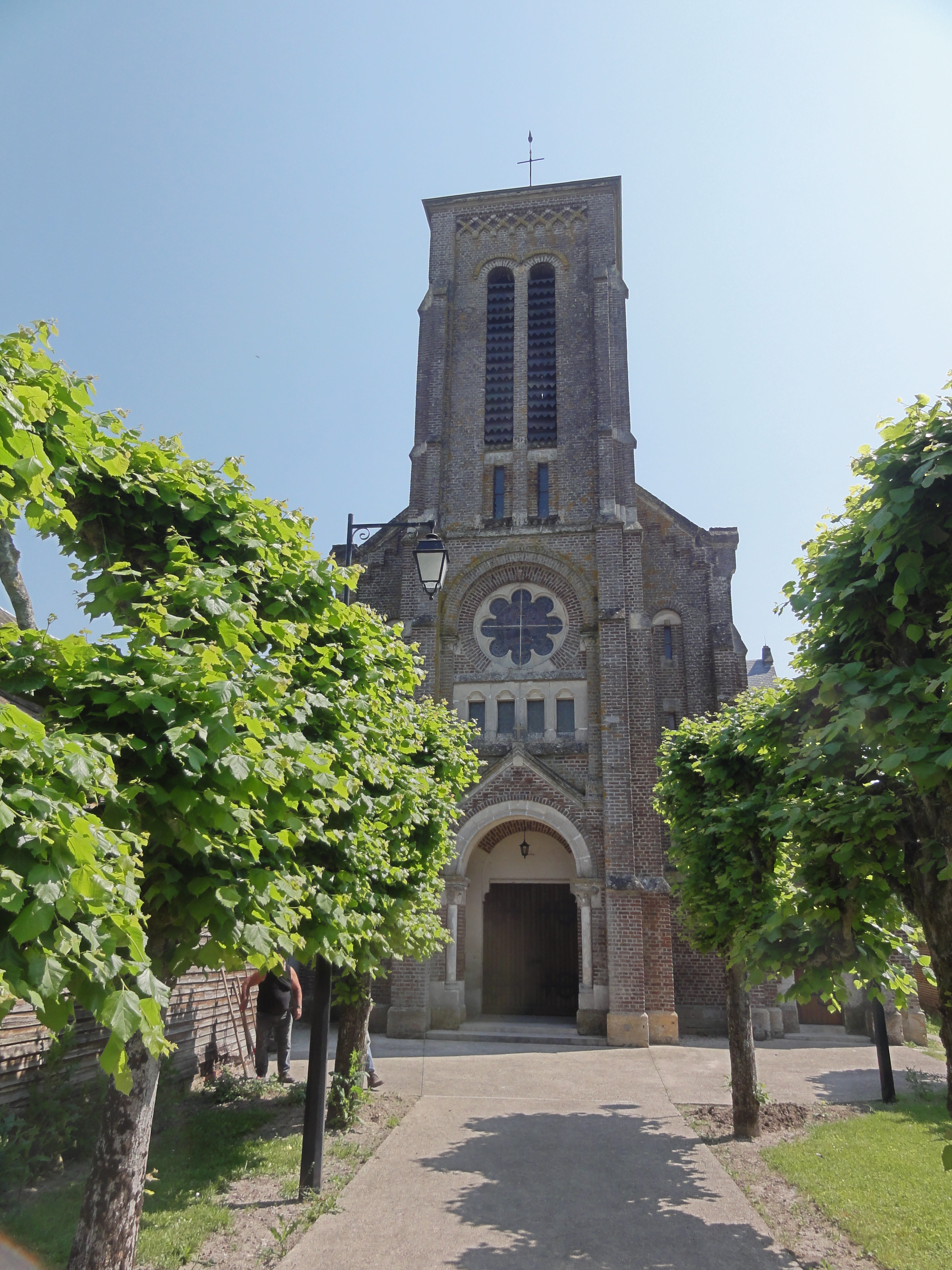
Церковь
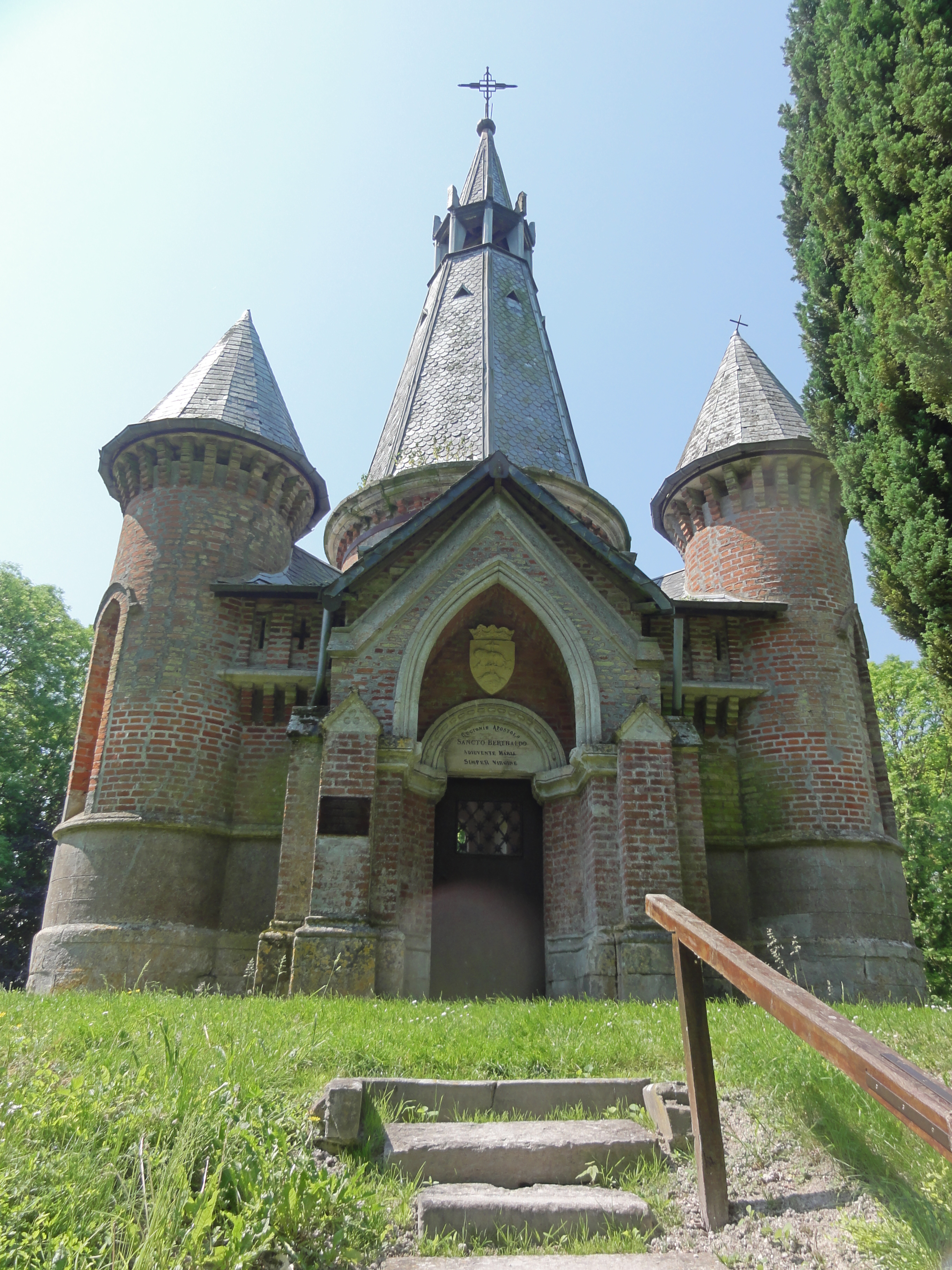
Часовня Мон-Сен-Бертольд
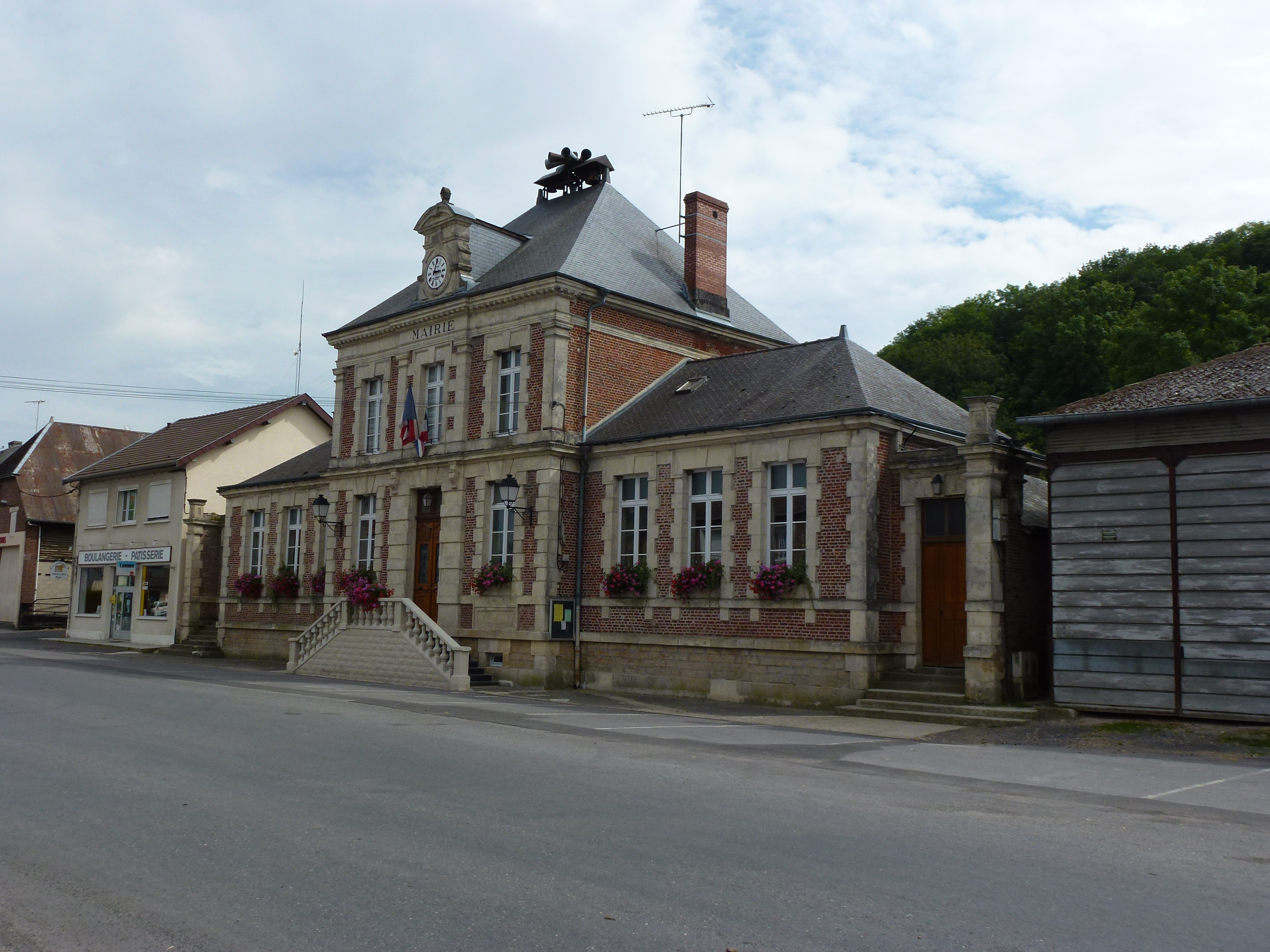
Мэрия
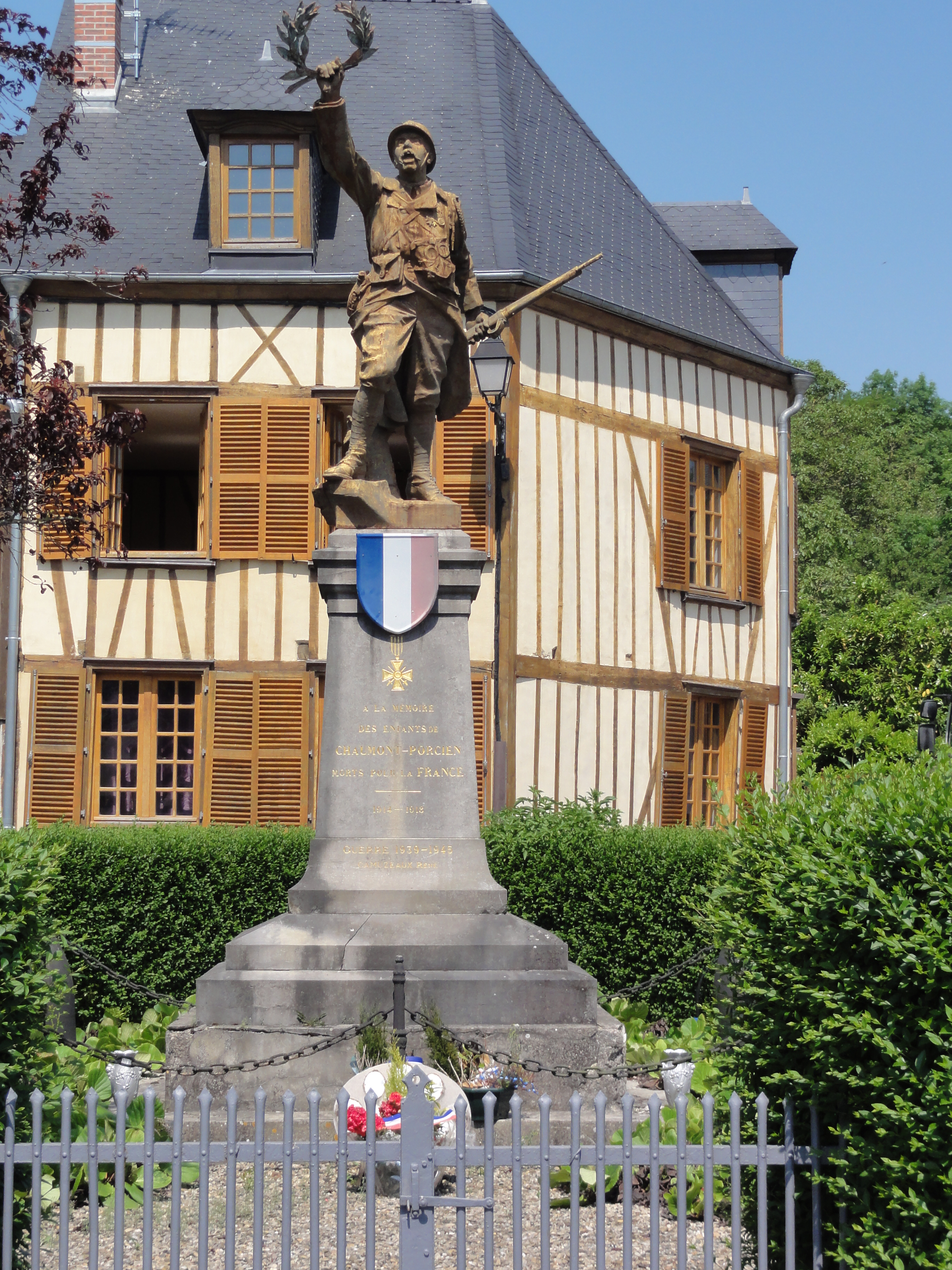
Памятник погибшим в Первой мировой войне